# الیزابت کورتنی
الیزابت کورتنی (فرانسوی: Elisabeth de Courtenay‎; ح. ۱۱۹۹ – ۱۲۶۹)، ملکه هم‌نشین بلغارستان، دختر پیتر دوم کورتنی و یولاندا، امپراتور و ملکهٔ لاتین قسطنطنیه بود.